# Sitticus japonicus
Sitticus japonicus är en spindelart som beskrevs av Kishida 1910. Sitticus japonicus ingår i släktet Sitticus och familjen hoppspindlar. Inga underarter finns listade i Catalogue of Life.